# Walther-Peer Fellgiebel
Walther-Peer Fellgiebel (7 mai 1918 - 14 octobre 2001) est un auteur allemand qui était un membre clé de l'Association des récipiendaires de la croix de chevalier.

## La Seconde Guerre mondiale
Le père de Walther-Peer Fellgiebel est le général Erich Fellgiebel qui, en tant que conspirateur du complot du 20 juillet, fut condamné à mort et exécuté le 4 septembre 1944.
Fellgiebel sert pendant la Seconde Guerre mondiale, atteignant le grade de major. Il a reçu la croix de chevalier de la croix de fer.

## Association des lauréats de la croix de chevalier
Fellgiebel a rejoint l'Association des récipiendaires de la croix de chevalier (AKCR) en 1954 et, à partir de 1961, a siégé au conseil d'administration. Il est devenu chef de la commission de commande de l'AKCR en 1970, poste qu'il a occupé jusqu'en 1985. De cet ouvrage est né le livre Die Träger des Ritterkreuzes des Eisernen Kreuzes, 1939-1945. Pendant de nombreuses années, ce livre a été considéré comme un ouvrage de référence sur ce sujet. Fellgiebel lui-même a indiqué que le livre n'était pas officiel. La détérioration de la situation de l'Allemagne nazie au cours des derniers jours de la Seconde Guerre mondiale a laissé un certain nombre de candidatures incomplètes et en suspens à diverses étapes du processus d'approbation ; la perte de preuves de la présentation était également un problème dans le processus de vérification. Dans certains cas, l'AKCR a par la suite accepté et a énuméré les détenteurs de la croix de chevalier avec des preuves douteuses. L'auteur Veit Scherzer a analysé les archives fédérales allemandes et a constaté des incohérences dans 193 des 7 322 inscriptions originales de Fellgiebel.

## Prix
- Croix de chevalier de la croix de fer le 7 septembre 1943 en tant que Oberleutnant en tant que chef du 2./leichte Heeres Artillerie-Abteilung 935 (mot.) [2]
- Croix d'officier de l'ordre du Mérite de la République fédérale d'Allemagne Verdienstkreuz 1. Klasse (4 juillet 1975)

## Publications
- (de) Walther-Peer Fellgiebel, Die Träger des Ritterkreuzes des Eisernen Kreuzes, 1939–1945 : Die Inhaber der höchsten Auszeichnung des Zweiten Weltkrieges aller Wehrmachtteile [« The Bearers of the Knight's Cross of the Iron Cross 1939–1945 — The Owners of the Highest Award of the Second World War of all Wehrmacht Branches »], Friedberg, Germany, Podzun-Pallas, 2000 (1re éd. 1986), 472 p. (ISBN 978-3-7909-0284-6)
- Fellgiebel, Walther-Peer (2003): Elite of the Third Reich: the Recipients of the Knight's Cross of the Iron Cross, 1939-45, Solihull, West Midlands, England: Helion.  (ISBN 9781874622468)